# Funitel

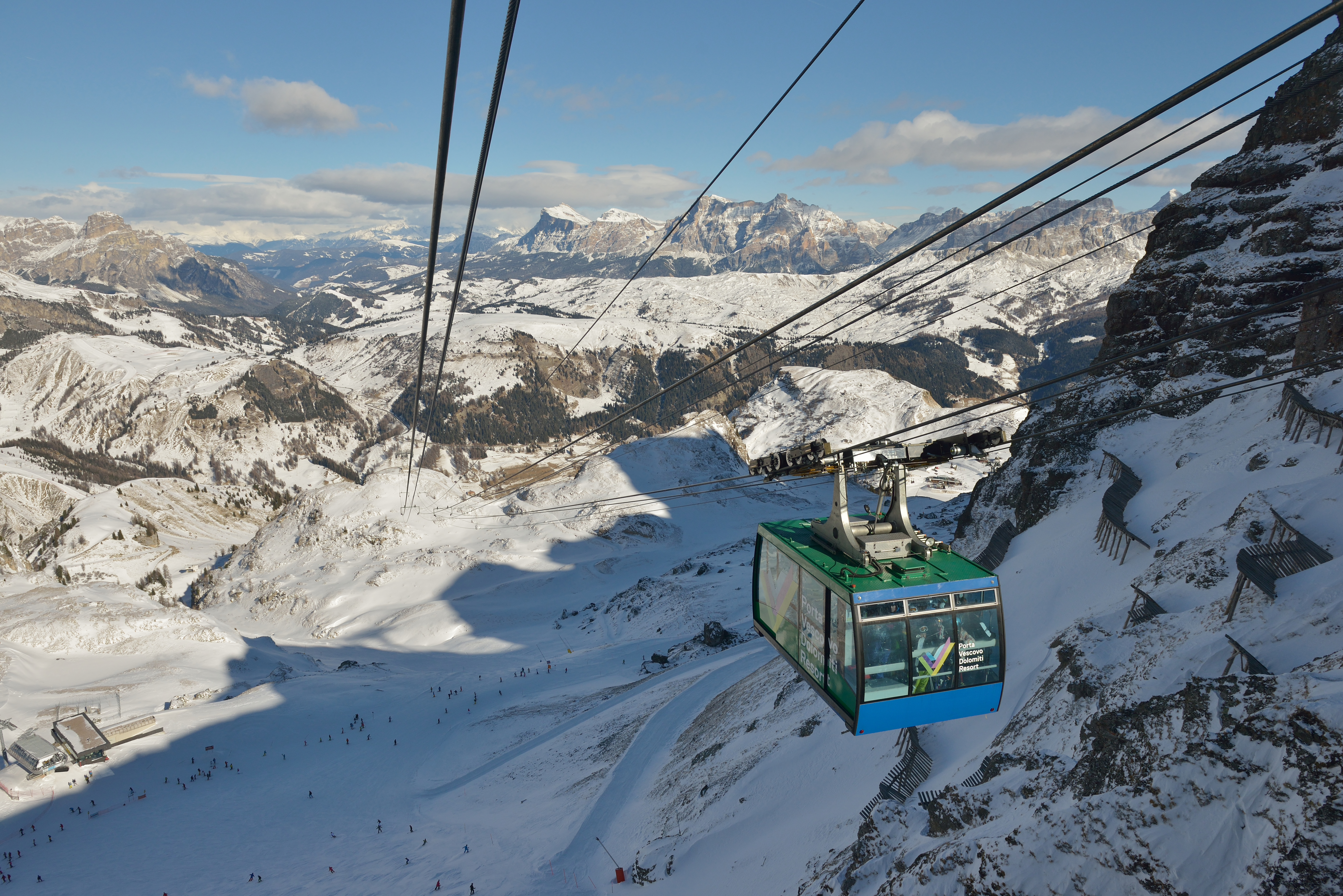
El Funifor Arabba Porta Vescovo a Livinallongo del Col di Lana (Itàlia).

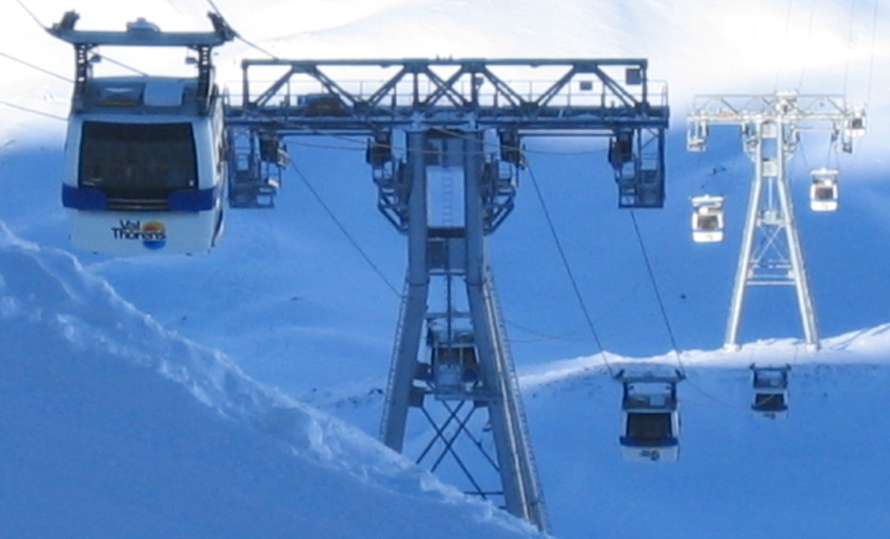
Funitel a Val Thorens (Savoia).

Un funitel és un remuntador de 2 cables tractors d'on pengen cabines desembragables.
El nom prové de la barreja de tele (típic començament de paraula per a molts remuntadors) i funicular. De fet però, és com una mena de telecabina, però amb unes dimensions molt superiors, ja que en estar aguantades per dos cables, les cabines poden ser molt més grosses, amb capacitat de fins a 35 persones. Com en els telecabines, les cabines del funitel disminueixen la velocitat als extrems de la línia per a permetre l'embarcament i desembarcament dels passatgers (desembragament).
La presència dels 2 cables també permet una major resistència al vent que els remuntadors penjants d'un sol cable, ja que no es balancegen tant les cabines. A més, el nombre de pilones es redueix, si bé les seves dimensions i complexitat augmenten sensiblement.
Cal dir que la manera de fer girar els cables a les estacions no es limita com habitualment a una sola roda, sinó que hi ha múltiples opcions per a aconseguir que els dos vagin exactament a la mateixa velocitat. De fet, els dos cables són, a vegades, un de sol convenientment enrotllat, tal com es mostra a l'esquema contigu.
Als Països Catalans només hi ha un funitel, el Funicamp, que serveix per accedir a la part alta de l'estació de Grand Valira (sector de Grau Roig) des del poble d'Encamp. S'utilitza doncs només com a entrada a l'estació, però no dona accés a cap pista directament.

Esquema dels cables d'un Funitel